# Max Payne (serie)

Logo del primo gioco della serie

Max Payne è una serie di videogiochi realizzati da Remedy Entertainment e recentemente, da Rockstar Vancouver. La serie prende il nome dal suo protagonista, Max Payne, poliziotto della NYPD.
Il primo gioco della serie, Max Payne, è stato pubblicato nel 2001 per Microsoft Windows e nel 2002 per Xbox, PlayStation 2, e Apple Macintosh; una versione speciale del videogioco è stata commercializzata per Game Boy Advance nel 2003. Il sequel del primo capitolo è stato pubblicato nel 2003 con il titolo Max Payne 2: The Fall of Max Payne. Max Payne 2 è stato distribuito per PC, Xbox e PlayStation 2. Nel 2009 Rockstar annuncia l'uscita di un terzo capitolo della serie Max Payne 3, sviluppato da Rockstar Vancouver, il videogioco è uscito a maggio 2012 per PC, Xbox 360 e PlayStation 3.
La serie di Max Payne è nota per l'uso del "bullet time" nelle sequenze d'azione. La serie ha ottenuto un buon successo, e tutti e tre sono stati ben accolti dalla critica, anche se le vendite del primo sequel sono state considerate scadenti..

## Videogioco

### Max Payne
Max Payne è il primo gioco della serie. È uno sparatutto in terza persona sviluppato da Remedy Entertainment, prodotto dalla 3D Realms e pubblicato da Gathering of Developers. Il videogioco segue le vicende di Max Payne, un agente della NYPD che tenta di risalire agli assassini della sua famiglia e a quelli del suo amico e compagno alla NYPD Alex Balder. Durante la storia, Payne si ritroverà diversi alleati (tra cui Vladimir Lem e Mona Sax) con i quali combatterà i propri antagonisti in un'operazione che verrà denominata "caso Valchiria" dal nome della droga sintetica Valchiria. Diversi sono i riferimenti alla mitologia norrena nel gioco.

### Max Payne 2: The Fall of Max Payne
Alla fine del primo capitolo, Max Payne viene arrestato dalla polizia per aver portato avanti la sua crociata personale, uccidendo diversi criminali noti. Nonostante ciò, il protagonista viene rilasciato grazie ad un personaggio molto influente, il senatore Alfred Woden. Dopo pochi anni Payne torna a lavorare alla NYPD, come detective della omicidi. Durante un'operazione il detective Payne rincontra Mona Sax, che pensava fosse rimasta uccisa. Durante l'indagine Max Payne si alleerà a Mona Sax per cercare di far luce sul suo passato, cercando contemporaneamente di risolvere il caso.

### Max Payne 3
Max Payne 3 è il primo gioco delle serie ad essere sviluppato da Rockstar Vancouver (e non da Remedy Entertainment). Quattro anni dopo il secondo capitolo Max Payne viene mandato in pensione da Jim Bravura e si sposta a Hoboken, New Jersey. Cinque anni dopo si trasferisce a San Paolo, in Brasile, dove ora fa la guardia del corpo per Rodrigo e Victor Branco. La situazione cambia nel momento in cui la moglie di Rodrigo viene rapita quando era sotto protezione di Max, che ora farà di tutto per ritrovarla.

## Trasposizione cinematografica
All'inizio del 2003 è stato confermato che la 20th Century Fox aveva acquistato i diritti del primo capitolo per adattarlo sul grande schermo. Il film è entrato in produzione nel 2008, diretto da John Moore. Il film è stato prodotto da Collision Entertainment e da Firm Films a Toronto, in Canada. Mark Wahlberg e Mila Kunis hanno interpretato rispettivamente i ruoli di Max Payne e Mona Sax. Beau Bridges, Chris O'Donnell, Nelly Furtado e Ludacris hanno interpretato i ruoli di B.B. Hensley, James Colvin, Christa Balder e Jim Bravura. Il 10 luglio 2008 è stato pubblicato un trailer ufficiale, con una versione strumentale della canzone dei Marilyn Manson, If I Was Your Vampire.
Il film è stato distribuito nelle sale statunitensi il 17 ottobre 2008. Mentre era al primo posto nella settimana d'apertura ha incassato 18 milioni di dollari statunitensi al box office. Il film ha ricevuto critiche e recensioni negative: su Rotten Tomatoes il film ha avuto un rating del 16%, basato su 129 recensioni.

## Personaggi
| Character       | Apparizioni         | Apparizioni                        | Apparizioni     | Apparizioni    |
| Character       | Max Payne           | Max Payne 2: The Fall of Max Payne | Max Payne 3     | Film           |
| --------------- | ------------------- | ---------------------------------- | --------------- | -------------- |
| Max Payne       | Sam Lake            | Timothy Gibbs                      | James McCaffrey | Mark Wahlberg  |
| Mona Sax        | Julia Murney        | Wendy Hoopes                       |                 | Mila Kunis     |
| Jim Bravura     | Peter Appel         | Vince Viverito                     | Ray Iannicelli  | Ludacris       |
| Vladimir Lem    | Dominic Hawksley    | Jonathan Davis                     |                 |                |
| Vinnie Gognitti | Joe Dallo           | Fred Berman                        |                 |                |
| Alfred Woden    | John Randolph Jones | John Braden                        |                 |                |
| Jack Lupino     | Jeff Gurner         |                                    |                 | Amaury Nolasco |

## Personaggi principali
- Max Payne: è un poliziotto della NYPD. Dopo che la sua famiglia viene assassinata da dei drogati di Valchiria, Max Payne va sotto copertura infiltrandosi nella famiglia mafiosa dei Puncinello al fine di individuare il traffico della droga Valchiria. Dopo due mesi, Payne viene incastrato per l'omicidio del collega Alex Balder. È costretto a fuggire dalla polizia e contemporaneamente a cercare vendetta per la sua famiglia. Nel secondo capitolo, Payne, ritornato alla NYPD, rimane invischiato nel caso dei "Ripulitori", un gruppo di killer. Durante la vicenda rimane sentimentalmente coinvolto con Mona Sax. Nel terzo capitolo, Max, viene convinto da Raul Passos a trasferirsi in Brasile come guardia del corpo. A un certo punto, il suo capo viene ucciso e dovrà scoprire chi è stato. Durante le indagini, Max scopre che il vero bersaglio era lui per i suoi precedenti. Alla fine si scopre che l'antagonista era Victor Branco, fratello del suo capo. Nel gioco non vengono precisati i precedenti per i quali l'antagonista ha agito lasciando volontariamente del mistero.
- Mona Sax: è un'assassina su commissione. In Max Payne appare dopo che il protagonista uccide Jack Lupino. Mona Sax cerca di vendicare la sorella Lisa Puncinello, che viene spesso maltrattata dal coniuge, Angelo Puncinello, a capo dell'omonima famiglia mafiosa. Max Payne incontra nuovamente Mona Sax, ma quest'ultima viene ferita mortalmente dagli uomini di Nicole Horne. Nel secondo capitolo della serie, il detective Payne rincontra Mona Sax durante un'indagine. In questo capitolo Sax sarà coinvolta sentimentalmente con Payne. Nel finale del secondo capitolo, viene uccisa da Vladimir Lem (se si gioca al livello più difficile Mona Sax riesce a sopravvivere); si scopre inoltre che lavorava, sempre su commissione, per Alfred Woden.
- Jim Bravura: in Max Payne è il vice-procuratore della polizia di New York. Durante il videogioco è alla ricerca del fuggitivo Max Payne, e riesce ad arrestarlo nel finale grazie alla serie di omicidi compiuti dal giustiziere. Nel secondo capitolo si è auto-degradato da vice capo a sottotenente, rimanendo il superiore del detective Payne. In seguito ad un agguato da parte degli uomini di Vladimir Lem, dopo aver scoperto che Max Payne ha ucciso la collega Valerie Winterson, viene gravemente ferito, riuscendo però a sopravvivere. Nel terzo capitolo manda in pensione Max e muore a metà gioco per attacco di cuore.
- Vladimir Lem: Vladimir Lem, è un gangster russo. In Max Payne combatte una guerra contro i mafiosi guidati da Vinnie Gognitti, uomo affiliato ai Puncinello: Lem, si allea con Payne nella guerra contro i Puncinello. In Max Payne 2 continua la sua guerra tra bande contro Vinnie Gognitti e avrà dalla sua parte anche Max Payne, che interverrà in suo aiuto contro i mafiosi di Gognitti. Durante l'indagine Payne, scopre che Vladimir è il suo vero antagonista.
- Vinnie Gognitti: in Max Payne è un mafioso legato alla famiglia Puncinello. Payne lo ferisce, ed in seguito, lo lascia morire dissanguato in un vicolo. Riesce però a sopravvivere e nel secondo capitolo diviene il capo della mafia: continua a combattere la sua guerra per il contrabbando di armi contro i russi, guidati da Vladimir Lem. Alla fine morirà ucciso dallo stesso Lem. In Max Payne 3 in un capitolo ambientato al cimitero di Golgothe a New York si vede il suo mausoleo.